# Рэт байк

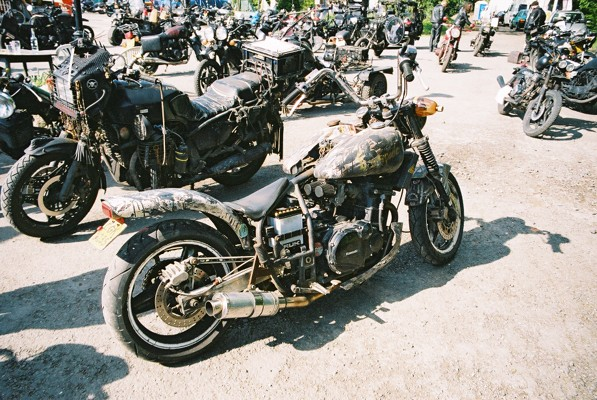
Рэтбайки и сёрвивал-байки на ралли в Великобритании, 2005 год.

Рэтбайк — разновидность мотоциклов, которая создаётся из мусора, по низкой цене, за короткое время и с минимальными затратами.
Рэтбайки часто путают с сёрвивал-байками, которые, в отличие от рэтбайков, модифицированы по стилистическим соображениям, чтобы быть похожими на постапокалиптический мотоцикл.

## Внешний вид и концепция

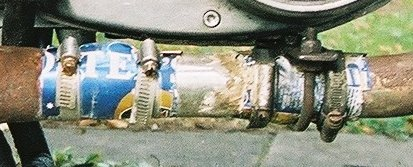
Соединение секций выхлопной трубы без использования сварочного оборудования на рэтбайке.

Концепция мотоцикла, который находится хотя бы в минимальном рабочем состоянии, без учёта внешнего вида, вероятно, характеризует этот тип с начала его существования. Суть рэтбайка заключается в том, чтобы удерживать мотоцикл на дороге максимальное количество времени, тратя на это как можно меньше средств. Это требует адаптации деталей, которые не предназначены для конкретной модели мотоцикла. Хотя происхождение термина «рэтбайк» (в переводе с английского — «крысиный велосипед») неясно, можно предположить, что он появился в журналах, посвященных мотоциклам.
Большая часть рэтбайков окрашена в чёрный цвет, несмотря на то, что это условие необязательно.

## Сёрвивал-байки

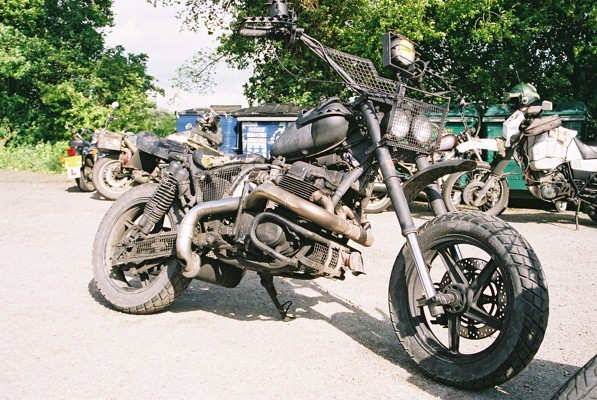
Сёрвивал-байк с украшенной выхлопной системой.

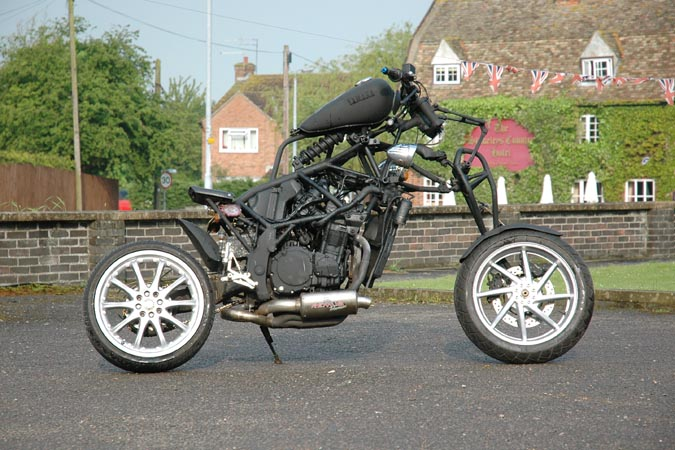
Сёрвивал-байк, получивший награду «Лучший на выставке» и «Лучшая инженерия» на ралли в Великобритании в 2006 году.

Термин «сёрвивал-байк» впервые появился в британских журналах про мотоциклы, таких как AWoL в конце 1980-х — начале 1990-х годов.